# Georges Ville
Georges Ville (Pont-Saint-Esprit, 23 marzo 1824 – Parigi, 22 febbraio 1897) è stato un agronomo e fisiologo francese.

## Biografia
Nel 1843 ha iniziato la sua carriera come medico in una farmacia. Dal 1857 al 1897 ha tenuto la cattedra di Physique végétale presso il Museo nazionale di storia naturale di Francia di Parigi.
Egli è conosciuto per la sua ricerca dell'assorbimento di azoto da parte delle piante. Nel 1849-1852 ha effettuato esperimenti sull'assorbimento di azoto dell'aria da parte delle piante dalla quale ha rabidito le teorie del XVIII secolo di Joseph Priestley e Jan Ingenhousz, affermando che le piante erano in grado di assorbire l'azoto, tuttavia Nicolas-Théodore de Saussure protestò nel 1804 insieme a Jean Sénébier, dalla quale decisero di fare degli esperimenti sulla sua ricerca. Ville ha raccolto abbastanza interesse nella comunità scientifica che l'Accademia francese delle scienze ha costituito un comitato per indagare l'opere di Ville, con un conseguente conferma dei suoi esperimenti in materia.
Si è esibito in approfonditi studi pionieristici sui fertilizzanti chimici, nella sua "fattoria sperimentale" (Ferme Georges-Ville), che è stata fondata nel 1860 a Vincennes.

## Opere principali
- Se servir de la végétation pour pénétrer et définir l’état moléculaire des corps. Analyser la terre végétale par des essais raisonnés de culture — É. Giraud (1863).
- La Production végétale, conférences agricoles faites au champ d’expériences de Vincennes dans la saison de 1864, Librairie agricole de la Maison rustique.
- Assimilation par les végétaux de leurs éléments constitutifs. Champ d’expériences de Vincennes — Entretiens agricoles. La revue des cours scientifiques de la France et de l’étranger 18 janvier 1868.
- Premier aperçu sur les résultats de la campagne de 1868 au moyen des engrais chimiques (1869)
- L’école des engrais chimiques, premières notions de l’emploi des agents de fertilité, Impr. impériale (1869).
- L’Analyse de la terre par les plantes (1894).
- Recherches expérimentales sur la végétation, par Georges Ville. Dosage de l’ammoniaque de l’air, absorption de l’azote de l’air par les plantes.
  - Opere di Ville tradotte in inglese:
- "Chemical manures. Agricultural lectures delivered at the experimental farm at Vincennes, in the year 1867". di George Ville. Tradotto da E.L. Howard.
- "The school of chemical manures; or, Elementary principles in the use of fertilizing agents".[4]